# Bronzani Majdan
Bronzani Majdan (en serbe cyrillique : Бронзани Мајдан) est un village de Bosnie-Herzégovine. Il est situé sur le territoire de la ville de Banja Luka et dans la république serbe de Bosnie. Selon les premiers résultats du recensement bosnien de 2013, il compte 648 habitants.

## Géographie

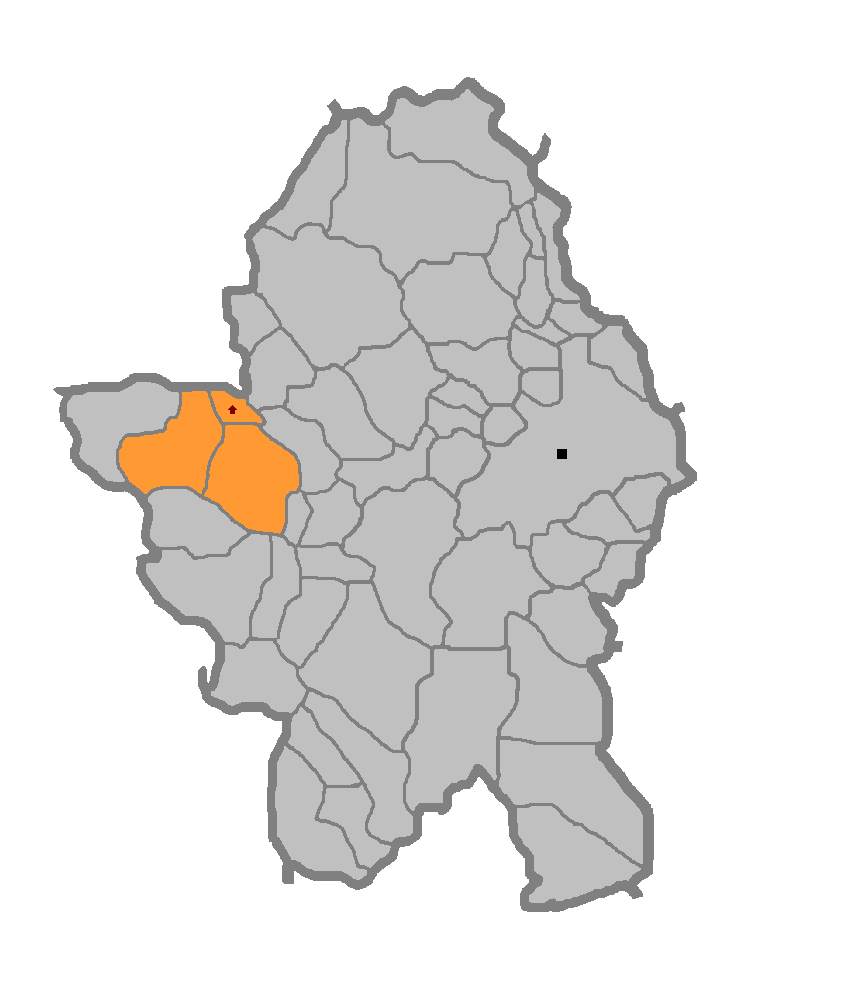
Localisation de la communauté locale de Bronzani Majdan dans la Ville de Banja Luka

## Démographie

### Évolution historique de la population dans la localité
| 1948 | 1953 | 1961 | 1971 | 1981  | 1991  | 2013 |
| ---- | ---- | ---- | ---- | ----- | ----- | ---- |
| 315  | 682  | 802  | 901  | 1 112 | 1 019 | 648  |

|  |

### Communauté locale
En 1991, la communauté locale de Bronzani Majdan comptait 3 325 habitants, répartis de la manière suivante :